# Shinko và phép lạ nghìn năm
Shinko và phép lạ nghìn năm (tiếng Nhật: マイマイ新子と千年の魔法, マイマイしんことせんねんのまほう Hepburn: Mai Mai Shinko to Sennen no Mahō) là một bộ phim anime thực hiện bởi Madhouse và Shochiku đảm nhận phần phân phối công chiếu năm 2009. Bộ phim được làm dựa trên cuốn tiểu thuyết tự truyện Maimai Shinko (マイマイ新子) của Takagi Nobuko. Bộ phim lấy bối cảnh 10 năm sau thế chiến thứ hai tại một thị trấn tù túng nơi đã từng là nơi tập trung của những nhà phong kiến Nhật Bản với cốt truyện xoay quanh cuộc sống hằng ngày của cô bé tên Shinko người có trí tưởng tượng phong phú có thể thấy được hình ảnh quá khứ của thị trấn nhiều năm về trước và bạn bè của cô. Bộ phim cũng nói về cuộc sống của người sống trong thị trấn, những người luôn duy trì lối sống từ thời phong kiến vốn ăn rất sâu vào tiềm thức nhưng vẫn sẵn sàng giúp đỡ người khác.
Bộ phim đã ra mắt tại Liên hoan phim quốc tế Locarno ở Thụy Sĩ vào ngày 15 tháng 8 năm 2009. Sau đó công chiếu tại Nhật Bản lần đầu vào ngày 21 tháng 11 năm 2009, tuy nhiên vì lý do nào đó bộ phim lại chiếu rất hạn chế trong thời gian bảy tháng. Tại Việt Nam năm 2013, Liên hoan phim Nhật Bản "Thổi làn gió mới! Phim truyện và phim hoạt hình Nhật Bản 2013" do Lãnh sự quán Nhật Bản tổ chức tại Thành phố Hồ Chí Minh đã trình chiếu bộ phim dưới tên gọi "Shinko và phép lạ nghìn năm".

## Tổng quan

### Sơ lược cốt truyện
Phim kể về câu chuyện của một cô bé 9 tuổi tên Shinko, một cô bé có một trí tưởng tượng phong phú đến tuyệt vời. Qua những câu chuyện do ông kể, cô bé hình dung ra được mọi thứ từ nghìn năm trước một cách vô cùng sống động. Và rồi một hôm, một cô bé nhút nhát tên là Kiiko từ Tokyo chuyển đến ngôi làng nhỏ bé của Shinko. Cũng từ đó nhờ vào trí tưởng tượng của Shinko mà câu chuyện về tình bạn bắt đầu, cả hai cùng đắm mình vào chuyến phiêu lưu về câu chuyện của nghìn năm trước. Mười năm sau khi kết thúc Thế chiến thứ hai, tại một thị trấn mới hình thành ở nông thôn, nơi xưa kia từng là kinh đô của phong kiến Nhật Bản, Shinko, một cô bé có trí tưởng tượng phong phú, luôn có giấc mơ về thị trấn khi nó hình thành một thiên niên kỷ trước. Cô bé kết bạn với Kiiko Shimazu, một cô bé nhút nhát cùng với người cha từ Tokyo chuyển đến ở thị trấn khi cha của Kiiko trở thành bác sĩ của nhà máy. Bộ phim nói về cuộc sống hàng ngày của hai cô bé như việc cùng chăm sóc một con cá vàng trong cái ao nuôi tạm; cùng tưởng tượng về một nàng công chúa trẻ lẻ loi trong tu viện đã từng sống ở thị trấn thời phong kiến; và cùng giúp đỡ một cậu bé đối phó với thảm kịch gia đình cậu…

## Sản xuất
Madhouse đã công bố việc thực hiện bộ phim tại Hội chợ Anime Quốc tế Tokyo năm 2008 như một tác phẩm mới của Katabuchi Sunao. Katabuchi đã làm việc như một người viết kịch bản cho bộ anime Meitantei Holmes, trợ đạo diễn cho Majo no Takkyūbin cũng như là đạo diễn bộ phim Arite Hime của riêng mình tại Studio 4°C, Shinko và phép lạ nghìn năm là tác phẩm đầu ông hợp tác thực hiện với Madhouse. Để thực hiện bộ phim Katabuchi đã kết hợp các nhân viên dựng phim và họa sĩ của Madhouse với các cộng sự của mình tại Studio 4 °C. Trong nhóm làm phim có Tsuji Shigeto người từng làm trợ lý giám sát hình ảnh cho Metropolis đảm nhận việc thiết kế nhân vật trong khi Ozaki Kazutaka và họa sĩ của Studio 4 °C là Uratani Chie đảm nhận việc đạo diễn chuyển động. Tất cả đều đã từng làm việc chung với Katabuchi trong dự án Arite Hime. Uehara Shinichi là họa sĩ vẽ cảnh nền kỳ cựu của Madhouse thì đảm nhận vai trò đạo diễn nghệ thuật.

## Phát hành
Shochiku đã giới thiệu trên mạng lưới trực tuyến để cho mọi người trên thế giới cũng như Nhật Bản biết về bộ phim. Bộ phim đã ra mắt tại Liên hoan phim quốc tế Locarno ở Thụy Sĩ vào ngày 15 tháng 8 năm 2009. Sau đó công chiếu tại Nhật Bản lần đầu vào ngày 21 tháng 11 năm 2009, tuy nhiên vì lý do nào đó bộ phim lại chiếu rất hạn chế trong thời gian bảy tháng. Vì thế doanh thu phòng vé của bộ phim khá thấp và bộ phim nằm trong danh sách các phim có doanh thu phòng vé dưới 300 triệu ¥ năm 2010. Bộ phim còn tham gia vào các liên hoan phim khác tại nhiều nước trên thế giới.
Kaze đã đăng ký để tiến hành phân phối bộ phim tại Pháp, Universum-Films đăng ký tại Đức và Mighty Media tại Đài Loan.

### Âm nhạc
Bài hát chủ đề của phim là bài hát kết thúc có tên Kodomo no Sekai (こどものせかい) do Kotoringo trình bày. Obata Minako và Murai Shusei đảm nhận việc soạn nhạc cho phim. Album chứa các bản nhạc này đã phát hành vào ngày 05 tháng 11 năm 2009.
| Mai Mai Shinko to Sennen no Mahou Original・Soundtrack (マイマイ新子と千年の魔法 オリジナル・サウンドトラック) | Mai Mai Shinko to Sennen no Mahou Original・Soundtrack (マイマイ新子と千年の魔法 オリジナル・サウンドトラック) | Mai Mai Shinko to Sennen no Mahou Original・Soundtrack (マイマイ新子と千年の魔法 オリジナル・サウンドトラック) |
| STT | Nhan đề | Thời lượng |
| --- | --- | --- |
| 1. | "マイマイ新子"                                                                                                 | 2:30 |
| 2. | "転校生" | 0:34 |
| 3. | "麦畑" | 3:16 |
| 4. | "通学路のポルカ"                                                                                               | 0:53 |
| 5. | "色鉛筆" | 0:14 |
| 6. | "尾行" | 2:39 |
| 7. | "貴伊子" | 1:59 |
| 8. | "ウィスキーボンボン"                                                                                           | 1:08 |
| 9. | "二人の麦畑"                                                                                                   | 2:54 |
| 10. | "時空の旅" | 0:50 |
| 11. | "千年前〜貴伊子"                                                                                               | 2:16 |
| 12. | "ともだち" | 3:16 |
| 13. | "失楽の泉" | 0:30 |
| 14. | "ひづる先生〜シャボン玉"                                                                                       | 1:45 |
| 15. | "金魚の魔法"                                                                                                   | 0:09 |
| 16. | "トンネル" | 0:50 |
| 17. | "捜さく隊" | 0:45 |
| 18. | "ひづる先生〜夕焼け"                                                                                           | 1:26 |
| 19. | "白い花の魔法"                                                                                                 | 0:10 |
| 20. | "怖い夢" | 0:21 |
| 21. | "金魚の死" | 0:45 |
| 22. | "お葬式" | 1:01 |
| 23. | "明日の約束"                                                                                                   | 0:52 |
| 24. | "白馬天狗" | 1:06 |
| 25. | "花びらの魔法"                                                                                                 | 0:07 |
| 26. | "家出" | 0:51 |
| 27. | "手紙" | 1:28 |
| 28. | "バー・カリフォルニア"                                                                                         | 1:41 |
| 29. | "千年の魔法"                                                                                                   | 1:53 |
| 30. | "ただいま" | 1:46 |
| 31. | "シング" | 3:03 |
| 32. | "麦畑・オリジナルバージョン"                                                                                   | 1:44 |
| 33. | "ともだち・オリジナルバージョン"                                                                               | 1:40 |
| Tổng thời lượng:                                                                                               | Tổng thời lượng:                                                                                               | 46:22 |

## Đón nhận

### Đánh giá
Mai Mai Shinko và phép lạ nghìn năm lấy bối cảnh Nhật Bản những năm 1950 và có cốt truyện xoay quanh một cô bé lớp ba vì thế bộ phim được đánh giá là có các điểm tương đồng với Tonari no Totoro của Miyazaki Hayao do Madhouse cũng từng hợp tác thực hiện dựng phim nhiều tác phẩm của Studio Ghibli. Alexandre Fontaine Rousseau tại Panorama-cinéma đã nhậc xét "Cả hai bộ phim đều nói về những cuộc phiêu lưu thời thơ ấu và các "phép thuật" được nhìn dưới ánh mắt ngây thơ. Với bộ phim trước thì thiên nhiên trở nên tuyệt vời, thì bộ phim này tất cả mọi thứ trên mặt đất đều có cuộc sống riêng và được thể hiện khéo léo bằng các hình ảnh động". Sean Uyehara người làm chương trình Liên hoan Phim hoạt hình Quốc tế San Francisco thì nói chủ đề bộ phim có âm hưởng của Miyazaki vốn thường xoay quanh các nhân vật trẻ em với nhận xét "Vào thời điểm mà những đứa trẻ nhận ra tính cách của mình, việc chúng phù hợp với xã hội như thế nào, cảm giác của sự đồng cảm, làm sao để ứng xử với sự giận dữ và thất vọng... Những đứa trẻ bắt đầu nhận thấy chúng ảnh hưởng đến những người xung quanh thế nào và ngược lại". Uyehara cũng chỉ ra sự khác biệt của hai tác phẩm là tác phẩm của Miyazaki "Thường mô tả thế giới tâm linh hay thế giới mộng mơ chân thực như thế giới thực" còn tác phẩm của Katabuchi thì có sự phân biệt rõ ràng giữa hai thế giới "Nó nghiêng về sự tưởng tượng hơn là sự thần bí".
Elisabeth Bartlett đã đề cập đến lý do để Uyehara yêu thích bộ phim này trong một lần phỏng vấn, là các chủ đề của bộ phim phản ánh những điều mà ông đã trải qua khi còn là một đứa bé 7 tuổi. Ronnie Scheib cũng nhận thấy chủ nghĩa hiện thực được mô tả trong trí tưởng tượng thời thơ ấu qua đánh giá "Khai thác khéo léo các biểu hiện của thời gian trên khuôn mặt, các chi tiết vụn vặt được chọn lọc cũng như sự đan chéo qua lại tất cả tập hợp lại đễ diễn tả chiều sâu cảm xúc kết hợp với một câu chuyện đơn giản về tình bạn thời con gái".
Bài phỏng vấn trên Variety đã đánh giá cao về kỹ năng đan chéo phức tạp của đạo diễn, khi thể hiện hai thế giới cách nhau cả ngàn năm. Nhận xét cô công chúa từ thời Heian trong bộ phim là "Một cô gái với tuổi và khuôn mặt mà họ không thể mô tả, được giữ tách biệt trong một thế giới song song như một bước nhảy vượt thời gian sáng tạo của Katabuchi". Thời gian trong thế giới này chỉ tồn tại trong suy nghĩ của Shinko với trỉ tưởng tượng của cô. Cả hai bài phỏng vấn của Variety và bài đánh giá của Chris Knipp đều nói đến "Câu chuyện của những trẻ" này cũng có những mảng tối, vốn được pha trộn một cách khéo léo để mang đến một cái nhìn thực tế. Nơi những mảng tối cùng sự phức tạp của cuộc sống trong thế giới người lớn mở ra và những đứa trẻ bắt đầu khám phá nó với hình thức "Thảm kịch nhưng cũng có sự ân cần". Và từ đó những đứa trẻ nhận ra "Tốt và xấu không thực sự có sự phân biệt rõ rệt với nhau". Với quan điểm này, kỹ năng kể truyện của Katabuchi cho phép ông thể hiện "Bầu không không khí của sự vỡ mộng sau chiến tranh không ảnh hưởng nhiều đến những hình ảnh thể hiện dưới những cái nhìn ngây thơ".
Shinko dần nhận ra thực tế của cuộc sống và việc đó mang đến một cú sốc và sự thất vọng, nhưng cũng từ đó mà cô bé nhận ra phép thuật của mình có thể không có thật. Thông qua chiều sâu của cốt truyện "Không phải bộ phim hay kịch bản cố thuyết phục bất kỳ ai, dù vậy sự vui vẻ và khả năng cười không bao giờ mất đi". Chris Knipp cho rằng điểm hấp dẫn và thú vị nhất về bộ phim là "Cách nó di chuyển giữa thực và ảo, lạc quan và buồn, trong khi vẫn duy trì hình ảnh đơn giản của thời thơ ấu". Trong một mặt khác lớn hơn, bộ phim của Katabuchi miêu tả Nhật Bản trong những năm 50 "Kẹt giữa một quá khứ phong kiến huy hoàng và sự phân biệt giai cấp cứng ngắc với sự ảnh hưởng của phương Tây và các địa vị xã hội không rõ ràng trong tương lai", nó đã thể hiện "Sự kết hợp và mâu thuẫn giữa Đông và Tây một cách rõ nét đáng ngạc nhiên". Không có gì được khắc trên đá mãi mãi, thực tế cuộc sống sẽ tác động đến mọi người kể cả nhân vật chính khi thời điểm đến. Các sự việc đó trông có vẻ như "Đáng ngạc nhiên và không thể tránh khỏi" và cuối cùng người xem sẽ thấy cuộc sống sẽ vẫn tiếp diễn như nó vẫn đang tồn tại.

### Danh hiệu
Bộ phim đã được tuyên bố chiến thắng Giải xuất sắc tại Liên hoan Nghệ thuật Truyền thông lần thứ 14 tại Nhật Bản cũng như tại Liên hoan Cine Junior tại Pháp năm 2010. Bộ phim đã thắng Giải phim hoạt hình xuất sắc nhất cũng như Giải thưởng BETV cho danh hiệu đó tại Liên hoan phim Hoạt hình Brussels tại Bỉ. Ngoài ra bộ phim còn được đề cử cho giải Phim hoạt hình xuất sắc nhất tại lễ trao giải Điện ảnh châu Á Thái Bình Dương lần thứ 4. Tại Liên hoan phim Fantasia tại Montréal, Canada bộ phim đã thắng Giải phim hoạt hình xuất sắc nhất năm 2010.